# Чемберс, Ричард Дикинсон
Ричард Дикинсон Чемберс (англ. Richard Dickinson Chambers; 16 марта 1935, посёлок Уэст-Стенли, графство Дарем – 18 апреля 2019) – британский химик-органик, с 1997 года член Лондонского королевского общества (FRS). Специалист в области фторорганических соединений.

## Биография
Ричард родился в 1935 году в небольшом шахтёрском посёлке Уэст-Стэнли, графство Дарем в семье обычного шахтёра Альфреда Чемберса и Элизабет Чемберс, был третьим из четырёх детей.
Ричарда с малых лет привлекала химия. Работа отца часто обеспечивала его готовым запасом детонаторов и кордита, которые он с большим энтузиазмом использовал, чтобы взорвать коллекцию игрушечных солдатиков соседского мальчика и сделать ракеты из старых консервных банок.
С малых лет Ричард уделял немалое внимание учёбе. Сдав общий британский экзамен после обучения в младшей школе Гринленда, Ричард в отличие от большинства своих сверстников, которые работали с 14 лет в шахтах, поступил в среднюю школу Стэнли в 1946 году. Эти ранние годы были трудными; его мать была инвалидом, он потерял брата из-за детской болезни, и, когда умерла его мать, он думал, что ему придётся бросить учёбу, чтобы помочь растить свою младшую сестру.
Затем при финансовой поддержке совета графства Дарем Ричард принял предложение изучать химию в Университетском колледже Даремского университета, где впоследствии он впервые познакомился с фторорганической химией, работая над исследовательским проектом в лаборатории профессора Кена Магсгрейва. С Даремским колледжем связано ещё одно важное событие в жизни Ричарда: на одной из университетских вечеринок он познакомился со своей будущей супругой Энн Бойд, на которой женился в августе 1959 года, после того как она получила квалификацию учительницы начальных классов.
В том же году Чемберс принял участие в Первом Международном симпозиуме по химии фтора в университете Бирмингема. Тогда же состоялась его командировка в Канаду, где он присоединился к группе профессора Говарда Кларка, впоследствии президента Университета Далхаузи в Канаде, для изучения реакций перфторалкил-металлоорганических соединений. После нескольких месяцев, проведённых здесь, Чемберс получил предложение о постоянной должности лектора по органической химии из Даремского университета, куда он был рад вернуться и где проработал до 2000 года.
После своего назначения в Дарем учёный начал совместную исследовательскую программу по фторорганической химии с профессором Кеном Магсгрейвом, только что назначенным заведующим кафедрой органической химии. При этом научная работа Чемберса нисколько не влияла на качество преподавания курса органической химии. Ричард часто засиживался до поздней ночи, подготавливая материал к своим многочисленным лекциям для студентов и научным конференциям. С 60-х годов группа Чемберса активно развивала направление химии неметаллических производных фторуглеродов. Так, профессор Гордон Стоун (FRS 1976) добился больших успехов в химии пентафторфениловых производных элементов.
В 1966 году по предложению профессора Джорджа Ола Чемберс занял должность приглашённого лектора в Университете Кейс Вестерн Резерв, где он параллельно занимался исследованием стабильных карбокатионов в лаборатории Ола. В 1976 году Ричард был назначен в Дареме на персональную кафедру и на одну из созданных кафедр химии в 1981 году, а затем на должность заведующего кафедрой (1983-86).
Вклад, который внёс Р. Чемберс в развитие фторорганической химии, весьма значителен. Поскольку соединения, содержащие связи фтор-углерод, за незначительными исключениями, не встречаются в природе, фторорганическая химия полностью "создана человеком", и на протяжении всей его карьеры это давало Чемберсу возможности синтезировать уникальные классы органических систем и исследовать их химический состав. Только по двухступенчатой реакции получения перфторгетероароматических систем было издано более 50 научных работ за 40 лет. Его исследования финансировались многими британскими и международными организациями, включая ICI (Великобритания), Dow (США), Ausimont (Италия), Asahi Glass (Япония) и USAF (США). За время своей карьеры Чемберсу даже случилось побывать исполнительным директором одной из таких компаний (F2 Chemicals), куда он был приглашён в качестве эксперта.
К моменту официального выхода на пенсию в 2000 году он продолжал работать почётным профессором химии на кафедре в течение нескольких лет, руководил 96 аспирантами и принимал у себя в лабораториях в Дареме многих постдокторантов и посетителей из-за рубежа, в том числе из Японии, Европы и США.
К сожалению, уход на пенсию был омрачён смертью его дочери Луизы, а впоследствии и Энн. Сам Чемберс умер после осложнений болезни Паркинсона в апреле 2019 года, у него остались сын Марк и внуки Дэн, Бен, Алекса и Джек.

## Научные исследования

### Студенческие годы
При написании своей докторской диссертации в лаборатории Кена Магсгрейва Ричард Чемберс в 1956 году разработал первое электрофильное окисление ароматических систем с использованием перокситрифторуксусной кислоты.
Чемберс отличался изобретательностью в проведении экспериментов. Так, он сам сконструировал простой аппарат  газожидкостной хроматографии для анализа и разделения смесей органических веществ, а его технология вакуумных линий позволила впоследствии исследовательской группе Ричарда развивать направление фторорганической химии.

### Постдокторские исследования
В лаборатории профессора Говарда Кларка Р. Чемберс при финансировании Военно-морских сил США занимался разработкой фторуглеродных производных олова с целью получения противообрастающих средств. Им были синтезированы и охарактеризованы первые стабильные перфторалкильные производные олова и бора. Так ультрафиолетовое облучение гексаметилдитина приводило к образованию радикалов триметилолова, которые при взаимодействии с трифторметилйодидом образуют трифторметилтриметилтин. Это было одно из самых ранних применений оловоорганических радикалов в химическом синтезе.

### Даремский университет 1960-2000
Во время совместной работы с профессором Кеном Магсгрейвом были синтезированы и исследованы первые производные пентафторфенил-олова, -бора и -алюминия. Было обнаружено, что полимеризация пропена катализируется пентафторфенилалюминийдибромидом, разработанным аспирантом Джеком Каннингемом.
Также был разработан промышленный способ получения перфторалкилйодидов в результате присоединения монофторида йода, который генерируется в результате взаимодействия йода и пентафторида йода, к соответствующему перфторалкену. Впоследствии такие крупные химические компании, как DuPont (США), Atochem (Франция) и Asahi Glass (Япония), наладили производственные мощности для синтеза по данной схеме пентафторйодэтана, который поставлялся растущей быстрыми темпами индустрии высокоэффективных поверхностно-активных веществ.
В начале 1960-х годов группа Чемберса начала заниматься исследованием перфторгетероароматических соединений. Был разработан двухстадийный метод получения пентафторпиридина: сначала получают пентахлорпиридин путём исчерпывающего хлорирования пиридина с использованием газообразного хлора и пентахлорида фосфора в высокотемпературных условиях под давлением. После чего смесь сухих порошков: фторида калия и пентахлорпиридина – загружали в автоклав и после нагревания при температурах свыше 450°C извлекали летучий пентафторпиридин из газовой фазы с помощью техник вакуумной линии. По аналогичной методике был синтезирован ряд других перфторгетероароматических производных различных гетероциклов: пиридазина, пиразина, пиримидина, различных триазинов, хинолина, хиноксалина и др.
Изучая химию этого нового класса органических соединений, Р. Чемберс со своими коллегами изучил реакционную способность данных гетероциклов. Так, Чемберс в сотрудничестве с профессором Лином Уильямсом установил некоторые закономерности региоселективности реакций нуклеофильного ароматического замещения : атом фтора, находящийся в мета-положении к месту нуклеофильной атаки, активирует реакцию замещения, в то время как орто-фтор сильно активирует, а пара – фтор дезактивирует. Этот эффект атома фтора они объясняли полярным эффектом на субстрат.
Отдельного внимания заслуживают его исследования реакций с карбанионами. Чемберс обнаружил, что полученный в результате реакции фторид-иона с гексафторпропеном перфторизопропилкарбанион вступает в реакцию с пентафторпиридином с образованием перфторизопропилированных продуктов. А эта реакция аналогична присоединению карбокатиона, образующегося при протонировании алкена, к ароматическому соединению, т.е. реакции Фриделя-Крафтса, поэтому впоследствии его реакция стала известна как "Отрицательная реакция Фриделя-Крафтса". В дальнейших исследованиях существование перфторкарбоанионных систем было доказано с помощью спектроскопии ЯМР19F.
Благодаря этим исследованиям гораздо расширились синтетические возможности получения фторорганических производных, например, группой Чемберса были получены некоторые из известных макроциклов.
Полученные с помощью "Отрицательной реакции Фриделя-Крафтса" субстраты отлично подходили для изучения фотохимических перегруппировок диазинов и выделения очень необычных изомеров валентной связи, например: азапризмана, пиридинового изомера типа Дьюара.
С середины 1980-х годов темой исследования Р. Чемберса стали синтез и реакции нового семейства перфторированных диенов. Дефторирование перфторалканов с использованием амальгамы натрия позволяло получать различные перфтордиены, которые могли вступать в реакцию с бифункциональными нуклеофилами, открывая доступ к перфторгетероциклическим системам и необычным циклопентадиенильным солям, ещё одному важному классу перфторированных карбанионов.

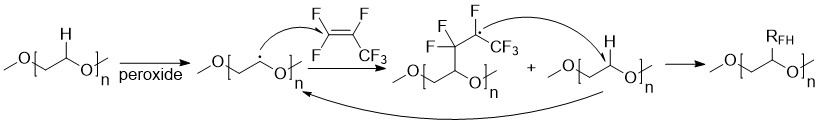
Механизм получения полифторалкилированных полиэфиров с помощью реакций свободнорадикальной химии.

В 1980-х и 1990-х годах после получения значительного финансирования от ВВС США, направленного на разработку новых высокоэффективных перфторполиэфирных смазочных жидкостей, группа Чемберса занялась разработкой свободнорадикальной химии фторалкенов. Получение таких перфторполиэфирных производных и их аналогов было основано на способности электрофильных перфторалкенов реагировать с нуклеофильными радикалами с образованием промежуточных электрофильных радикалов, которые отрывали атом водорода из электроноизбыточных углеводородных реагентов, тем самым регенерируя нуклеофильный радикал из соответствующего исходного соединения. Благодаря таким свободнорадикальным реакциям был синтезирован ряд новых полифторалканов, -алкенов и -диенов. Некоторые из полифторалкилированных полиэфиров использовались ICI (Imperial Chemical Industries) в качестве пеноизоляторов в холодильниках.
Сотрудничество с промышленностью было важной чертой исследований Чемберса на протяжении всей его карьеры. В 1990-х годах при сотрудничестве с компанией British Nuclear Fuels Ltd (BNFL) его исследовательской группе удалось изменить представление о том, что реакции с газообразным фтором идут слишком бурно и неконтролируемо.  Летом 1994 года была проведена реакция селективного фторирования ацетоуксусного эфира.
В реакциях галогенирования газообразным фтором отмечается особая роль растворителя: электрофильные реакции фтора могут быть усилены в кислых реакционных средах, таких как муравьиная кислота, или растворителях с высокой относительной диэлектрической проницаемостью, таких как ацетонитрил. В дальнейшем реакции прямого фторирования производных β-кетоэфира были внедрены компанией F2 Chemicals для фармацевтической промышленности.
В 2004 году была опубликована вторая переработанная монография Р. Чемберса "Фтор в органической химии", первое издание которой вышло в 1973 году. Его книга имела сильный механистический акцент и оказалась чрезвычайно ценной для научного сообщества, а также помогла интегрировать область химии фтора в "мейнстрим" органической химии.

## Личные качества и увлечения
Ричард Чемберс обладал двумя идеальными качествами настоящего химика: усердием и осторожностью. На протяжении всей своей карьеры он очень серьёзно относился к безопасности своих коллег, особенно при работе с токсичными газами под высоким давлением.
Несмотря на свою серьёзность в научной работе, Чемберс был разносторонним человеком. Он увлекался фотографией, занимался сквошем, любил смотреть матчи футбольной команды "Сандерленд". За свою карьеру он посетил множество стран, включая США, Китай, Японию, Россию и другие страны Европы, выступая с лекциями и докладами на международных конференциях. Благодаря всем эти командировкам у Ричарда появилось множество друзей, которых вместе со своей супругой Энн любили принимать в гости в Дареме. В частности, у Чемберса было много друзей-учёных в бывшем коммунистическом блоке, и он посещал СССР, Чехословакию и Украину с лекциями как во время холодной войны, так и в более поздние времена.

## Почётные звания и награды
За свою научную работу Ричарду Чемберсу было присуждено немалое количество премий и наград, среди которых:
- Стипендия Фулбрайта, Университет Кейс Вестерн Резерв (1966-1967)
- Премия Американского химического общества за творческие исследования в области химии фтора (1991)
- Премия Муассана, Prix Moissan, которая присуждается раз в три года Парижским домом химии и считается главной наградой в этой области (2003)
- Медаль от Даремского университета за многолетнюю связь с университетом (2008)

Ричард также был удостоен ряда почётных степеней от следующих университетов:
- Парижский университет (1995)
- Флоридский университет (1999)
- Университет Пердью (2002)